# Rodolphe Ier de Guînes
Pour les articles homonymes, voir Rodolphe Ier.
Rodolphe, ou Raoul, troisième comte de Guines dit le Colvékerliens ou le Massuiers (°v.992 †30 mai 1036). Fils de Ardolf Ier de Guînes dit le Posthume et Mahaut de Boulogne, il est comte de Guînes de 997 à sa mort en 1036.

## Biographie
Rodolphe se signale par son courage et ses vertus guerrières.
Mauvais économe, il devient un tyran par suite de ses prodigalités qui l'obligent, pour trouver des ressources à imposer lourdement son peuple.
Entre autres impositions, il imposa une capitation d'un denier annuel par individu sans distinction d'âge, sexe ou condition, de quatre deniers pour les noces et funérailles.
Craignant les révoltes, il fit interdire le port d'armes aux paysans autres que celle des massues, ce qui lui valut le surnom de Colvékerliens ou Massuiers, chacun étant tenu de la porter.
Il se rend plusieurs fois à Paris pour participer à des joutes et tournois et y reçoit deux blessures.
Il mourut lors d'un tournoi à Paris, le 30 mai 1036. Tombé de son cheval, les chiens le mirent en pièces. Le cadavre fut ensuite jeté dans la Seine.

## Mariage et enfants
Il épousa v.1010, Rosella (°v.995 †?), fille d'un comte de Saint-Pol, peut-être d'Hugues II de Saint-Pol. Les auteurs divergent sur la signification du nom de son épouse : pour les uns, Roselle provient de la couleur de son teint ; pour les autres, elle a été ainsi nommée en référence à Rozala, épouse d'Arnoul II de Flandre. Elle épouse Rodolphe bien qu'ils aient été cousins au 3e degré, car Rodolphe était petit-fils d'Arnoul II comte de Boulogne, qui était lui-même frère d'Hugues Ier de Saint-Pol, grand-père de Rosella.
Ils eurent pour enfants :
- Louise (°v.1010 †?) ;
- Eustache (°v.1016 †av.1065), comte de Guînes ;
- D'autres enfants possibles mais dont les noms ne sont pas connus. Il semble qu'il ait eu des enfants qui ont fait souche en Angleterre (voir Liste des comtes de Guînes).

### Sources
- L'art de vérifier les dates des faits historiques, des chartes, des chroniques et autres anciens… par Maur-François Dantine, Charles Clémencet, Saint-Allais (Nicolas Viton), Ursin Durand, François Clément.
- André Du Chesne, Histoire généalogique des maisons de Guines, d'Ardres, de Gand et de Coucy et de quelques autres familles illustres, Paris, 1632, lire en ligne.